# Davide Silvestri (wielrenner)
Davide Daniele Silvestri (Sarzana, 14 maart 1980) is een voormalig Italiaans wielrenner.

## Overwinningen
2002
GP Pretola
2003
2e etappe Ronde van Veneto
4e etappe Baby Giro
2005
1e etappe Ronde van Kameroen
Eindklassement Ronde van Kameroen

## Ploegen
- 2004 –  Panaria-Margres (stagiair vanaf 1-9)
- 2005 –  Team Nippo
- 2006 –  Team Endeka

Bhiorac · Biondo · Blagojević · Bragazzi · Cavaliere · Coletta · Cuesta · Der · Di Felice · Fus · Jugović · Miglioratic · Miorin · Silvestri · Stefanović · Velicković